# Чеджу (аэропорт)
Международный аэропорт Чеджу (кор. 제주국제공항?, 濟州國際空港?), (ИАТА: CJU, ИКАО: RKPC) — южнокорейский коммерческий аэропорт, расположенный в городе Чеджу, третий по величине в стране после международного аэропорта Инчхон и международного аэропорта Кимпхо по показателю объёма пассажирских перевозок.

## Общие сведения
Аэропорт был открыт в 1968 году. В настоящее время основной пассажирский поток аэропорта приходится на внутренние рейсы, международные направления представлены регулярными рейсами в аэропорты Китая, Японии и Тайваня.

## См. также

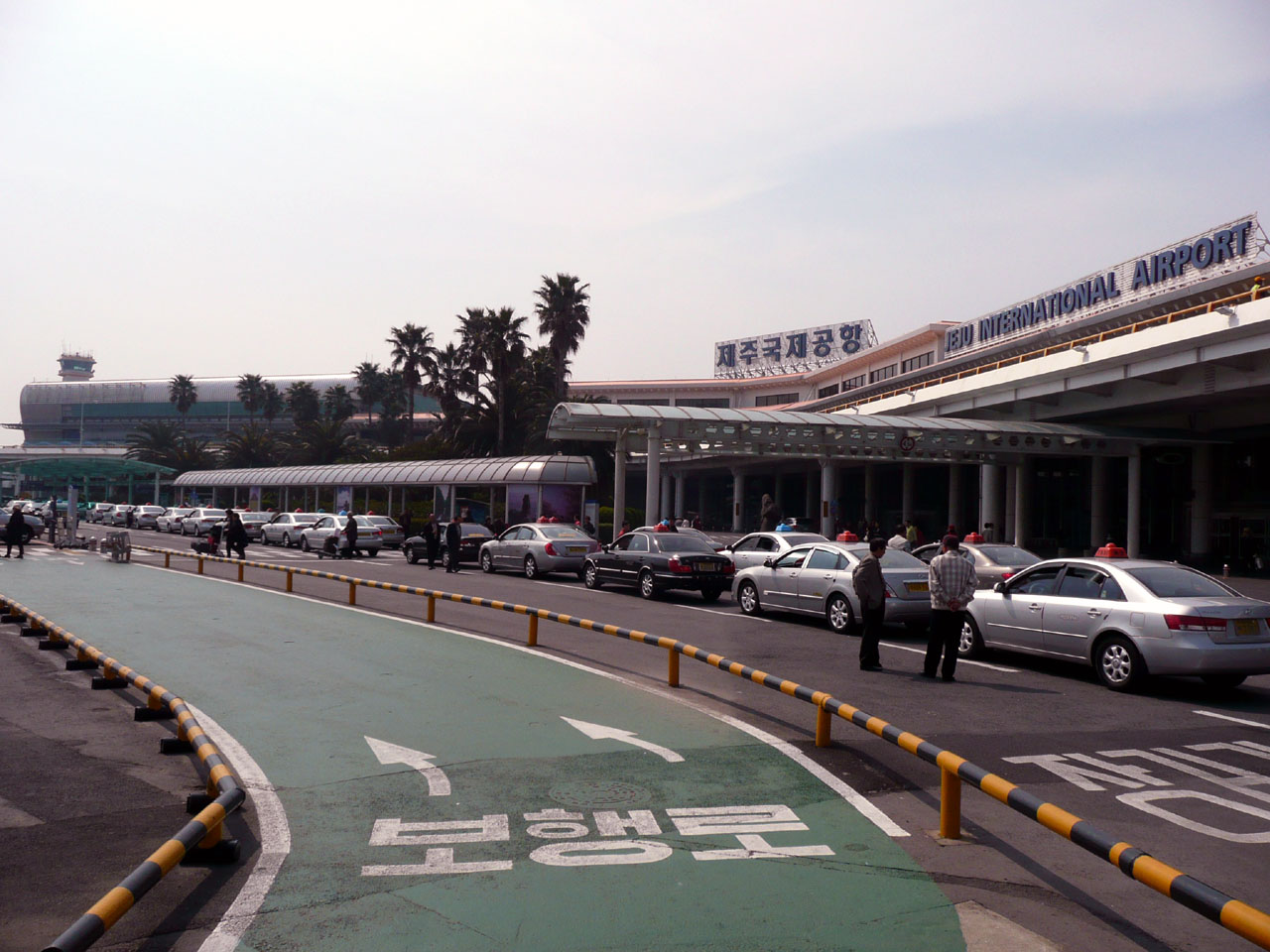
Пассажирский терминал международного аэропорта Чеджу